# Мальмезон
Мальмезон (фр. Malmaison) — усадьба в 20 км от Парижа, наиболее известная как частная резиденция Наполеона Бонапарта и Жозефины Богарне.

## История

### Средние века
В X веке норманны, грабившие поселения и города по Сене, свозили сюда свою добычу. Отсюда, по легенде, и название: mal maison — «дурной дом».

Впервые название «Mala domus» появляется в источниках в 1244 году. Сеньориальное владение «La Malmaison» впервые упоминается в XIV веке. В 1390 году эту землю покупает сержант армии короля Карла VI Гийом Гуде, и вплоть до 1763-го поместье находится во владении семейств Давернь, Перро и Барантен. Мальмезонский дворец выстроен в 1610 году и достраивался вплоть до 1686-го. С 1737 года дворец сдаётся богатым финансистам, которые принимают в Мальмезоне изысканное общество. 
В 1763 году его покупает сын канцлера д’Агессо, а в 1771-м — богатый банкир Жак-Жан ле Куто дю Моле. Семья банкира немного расширила крылья дома, выходящие в сад. Мадам дю Моле устраивала в Мальмезоне литературный салон, который посещали аббат Делиль, мадам Виже-Лебрен, философ-просветитель Мельхиор Гримм и писатель Бернарден де Сент-Пьер.

### При Жозефине Бонапарт
Бурные события Французской революции заставили банкира продать Мальмезон. Покупательницей стала Жозефина Бонапарт. 21 апреля 1799 она приобрела поместье, заплатив 15 тысяч франков аванса. Наполеон Бонапарт подтвердил эту покупку после возвращения из Египетского похода и окончательно расплатился за дворец (полная цена от 250 до 300 тыс. франков). Наполеон, будучи уже первым консулом, любил приезжать сюда отдохнуть или поработать. Он распорядился сделать себе в замке маленький кабинет-библиотеку и зал для совещаний. С 1800 по 1802 годы это крохотное шато, наряду с Тюильри, было тем местом, где заседало правительство Франции и где встречались в неофициальной обстановке министры Консульства.
В 1802 году семья первого консула переехала в замок Сен-Клу, однако Жозефина продолжала навещать Мальмезон. Наполеон нанял архитекторов, которые занялись перестройкой и украшением дворца, угождая вкусам мадам Бонапарт.
Интересуясь ботаникой, Жозефина создала в поместье прекрасный сад с оранжереей, в котором выращивались редкие и экзотические растения. Около 1803 года она решила создать каталог своей коллекции и поручила ботанические описания Этьену Пьеру Вантена, а иллюстрации — Пьеру-Жозефу Редуте. Результатом стал двухтомный труд «Jardin de La Malmaison» (1803—1805): один из наиболее выдающихся образцов иллюстрированной ботанической книги всех времён.
В 1809 году, после развода с Жозефиной, император сохранил за ней титул императрицы и предоставил ей Мальмезон во владение. Весной 1814 года Жозефина принимала в Мальмезоне российского императора Александра I, который наблюдал за её угасанием. 29 мая 1814 хозяйка Мальмезона скончалась.
Поместье перешло по наследству сыну Жозефины, принцу Евгению Богарне, который поспешил продать Александру украшавшие его картины из Кассельского собрания. В числе прочего имущества Жозефины в Эрмитаж были перевезены четыре статуи Кановы и камея Гонзага. После смерти принца его вдова продала Мальмезон шведскому банкиру Йонасу Хагерману.

### Новейшее время
В 1842 году поместье приобрела Кристина Испанская, вдова испанского короля Фердинанда VII, а в 1861 хозяином Мальмезона становится французский император Наполеон III, который был одновременно племянником Наполеона I и родным внуком Жозефины.
Мальмезон сильно пострадал во время Франко-прусской войны 1870-71. В прекрасном дворце некоторое время размещалась немецкая казарма.
В 1877 году государство продало Мальмезон коммерсанту, который разбил в поместье парк. А в 1896 поместье приобрёл историк наполеоновской эпохи Даниэль Ифла, писавший под псевдонимом «Озирис». Именно он собрал коллекцию, посвящённую Наполеону, и завещал Мальмезон государству (1904).

## Музей
В настоящее время Мальмезон вместе с близлежащим поместьем Буа-Прео образует музей наполеоновской эпохи. Он был открыт в 1906. Последняя его реставрация закончилась в 1992 году. В салонах, реконструированных в стиле Первой империи, восстановлена обстановка начала XIX века, экспонируются портреты, предметы обихода императорской фамилии и другие памятные вещи, в частности трон Наполеона из Фонтенбло, походная кровать, на которой он скончался, его посмертная маска.